# KNM-BC 1
KNM-BC 1 es el fósil de un hueso temporal derecho de un hominino, encontrado por John Kimengich en 1965, asistente de John Martyn, en el sito de Tabarian, en la cuenca del lago Baringo, en Kenia. El hueso ha sido datado en 2,4 millones de años A.P.
El hueso fosilizado estaba en una banda de grano muy fino, en un afloramiento superficial del lecho denominado "Upper Fish Bed", de la formación geológica Chemeron.
El fósil del temporal, incluye la fosa mandibular, el meato acústico externo, parte  de la apófisis mastoide y la mayoría de la pirámide petrosa.
Algunos expertos han atribuido el fósil a un Paranthropus o a un Australopithecus, la profundidad de la fosa mandibular y su ubicación relativamente medial, junto con otras características, fueron identificadas como apomorfias de Homo. Tras una comparación detallada con otros fósiles, Richard Sherwood, Steven Ward y Andrew Hill concluyeron que un conjunto de caracteres emparentan con firmeza el espécimen KNM-BC 1 con el género Homo, descartando la identificación con H. ergaster u H. erectus, así como con Paranthropus y Australopithecus (excepto A. garhi, que no está incluido en la comparación), pero en cambio consideraron el fósil compatible con las características de H. habilis y de H. rudolfensis, como también dejando abierta la posibilidad de atribuirlo a un individuo de una especie transicional o temprana de Homo, aún no descrita.